# WrestleMania 22
WrestleMania 22 — двадцать вторая по счёту WrestleMania, PPV-шоу производства американского рестлинг-промоушна World Wrestling Entertainment (WWE). Шоу прошло 2 апреля 2006 года в Роузмонте, Иллинойс на «Олстейт Арене».
На шоу было два главных события, которые были главными матчами для каждого бренда. Главным событием шоу, которое стало главным матчем от бренда Raw, был бой Джона Сины против Трипл Эйча за титул чемпиона WWE, который Сина выиграл после того, как заставил Трипла Эйч сдаться от приёма STFU. Главным матчем бренда SmackDown! был матч «Тройная угроза» за титул чемпиона мира в тяжелом весе между чемпионом Куртом Энглом, Реем Мистерио и Рэнди Ортоном. Мистерио выиграл матч и выиграл титул чемпиона мира в тяжелом весе, победив Ортона после 619 и West Coast Pop — во время чемпионства Мистерио титул назывался просто «чемпионатом мира», так как Мистерио не был тяжеловесом.
WrestleMania 22 стала третьей WrestleMania, прошедшей в районе Чикаго (после WrestleMania 2 и WrestleMania 13). Билеты были распроданы менее чем за две минуты, что позволило собрать 2,5 миллиона долларов, став самым кассовым однодневным мероприятием на «Оллстейт Арене». WrestleMania 22 также стала последней WrestleMania, проведенной на традиционной арене, поскольку все последующие мероприятия, за исключением WrestleMania 36, проводились на стадионе.

## Результаты
| №                                                          | Матч | Тип матча                                               | Время |
| ---------------------------------------------------------- | --- | ------------------------------------------------------- | ----- |
| 1P                                                         | Висцера выиграл матч, выбросив Снитски последним Участники: Юджин, Голдаст, Снитски, Тайсон Томко, Роб Конвэй, Лэнс Кейд, Тревор Мердок, Мэтт Страйкер (Raw); Супер Крэйзи, Психоз, Фунаки, Стивен Ричардс, Джонни Найтро, Джой Меркьюри, Дорожный воин, Уильям Ригал, Саймон Дин (SmackDown!) | Матч Battle Royal                                       | 6:09  |
| 2                                                          | Кейн и Биг Шоу (c) победили Карлито и Криса Мастерса | Командный матч титулы командных чемпионов мира          | 6:42  |
| 3                                                          | Роб Ван Дам победил Шелтона Бенджамина, Рика Флэра, Финли, Мэтта Харди и Бобби Лэшли | Матч Money in the Bank                                  | 12:14 |
| 4                                                          | Джон «Брэдшоу» Лэйфилд (с Джиллиан Холл) победил Криса Бенуа (c) | Одиночный матч за титул чемпиона Соединённых Штатов WWE | 9:48  |
| 5                                                          | Эдж (с Литой) победил Мика Фоли | Хардкорный матч                                         | 14:36 |
| 6                                                          | Бугимен победил Букера Ти и Шармелл | Межгендерный матч с гандикапом                          | 3:43  |
| 7                                                          | Микки Джеймс победила Триш Стратус (c) | Одиночный матч за титул чемпиона WWE среди женщин       | 8:48  |
| 8                                                          | Гробовщик победил Марка Генри | Матч с гробом                                           | 9:28  |
| 9                                                          | Шон Майклз победил Винса Макмэна | Матч без правил                                         | 18:22 |
| 10                                                         | Рей Мистерио победил Рэнди Ортона и Курта Энгла (c) | «Тройная угроза» за титул чемпиона мира в тяжёлом весе  | 9:19  |
| 11                                                         | Торри Уилсон победила Кэндис Мишель | Бой на подушках Playboy                                 | 3:54  |
| 12                                                         | Джон Сина (c) победил Трипл Эйча | Одиночный матч за титул чемпиона WWE                    | 22:02 |
| P — означает матч на пре-шоу (c) — чемпион на начало матча | |                                                         |       |